# Fieseler Fi 99
O Fieseler Fi 99 Jungtiger (em português: Jovem Tigre) foi uma aeronave desportiva e recreativa construída pela Fieseler, na Alemanha. Embora tenha sido apenas construída uma unidade, este avião monoplano monomotor revelou características de voo muito boas.